# Julio Chamizo
Julio Roberto Chamizo (Gerli, 28 de septiembre de 1914-Buenos Aires, 30 de abril de 1991) fue un empresario y político argentino.

## Biografía
Chamizo fue el creador de la empresa Chamizo y Cía en el sector ganadero, y también fue director de la empresa Jabón Federal.Fue vocal de la Junta Nacional de Carnes y era hermano de Luis Chamizo, quien se desempeñó como presidente de Racing Club entre 1956 y 1958.
Entró a la política como candidato a gobernador de la provincia de Buenos Aires en las elecciones de 1958 por el Partido Cívico Independiente.
Se presentó como candidato a presidente por el partido liberal Nueva Fuerza, fundado por Álvaro Alsogaray, en las elecciones de Argentina de marzo de 1973. Se destacó a través de una gran inversión en su campaña propagandística. Sin embargo, solo obtuvo el 1,97% de los votos.De sus votantes, destaca Jorge Luis Borges, el cual aseguró que lo votó por pedido de su madre.